# Gədəbəy (district)
Gədəbəy (ook geschreven als Gadabay) is een district in Azerbeidzjan.
Gədəbəy telt 95.400 (01-01-2012) inwoners op een oppervlakte van 1290 km²; de bevolkingsdichtheid is dus 74 inwoners per km².